# 週末ノオト
『週末ノオト』（しゅうまつノオト）は、TBSラジオの制作で2020年7月4日から2022年3月26日まで毎週土曜日 13:00 - 14:55（JST）に放送されていた生ワイド番組である。

## 概要
2020年6月27日まで放送されていた『久米宏 ラジオなんですけど』の後継番組で、バービー（フォーリンラブ）をパーソナリティに起用。「週末ノオト」という番組名は、ノート（英：Note）と音（英：Sound）を組み合わせた造語である。
番組コンセプトは、「本当に心を動かすモノコトを、様々なプレゼンターがバービーとリスナーにプレゼンテーションし、週末の楽しい過ごし方をナビゲートする」。2020年内はバービーが単独で進行していたが、2021年1月以降は、TBSテレビの現職アナウンサーから1名が週替わりでバービーのアシスタントを務めている。
その一方で、駒田健吾がアシスタントを務めていた2022年1月22日放送分では、日本ブラインドサッカー協会が主催する第19回ブラインドサッカー日本選手権決勝の生中継を番組の途中（14:00）から挿入した。ブラインドサッカー公式戦の実況生中継は日本の民放ラジオ史上初めての試みで、喜入友浩と佐々木舞音が試合の実況、土井敏之（いずれもTBSテレビのアナウンサー）がハイライトパートの実況を担当した。
TBSラジオで1年9ヶ月にわたって放送されてきたが、2022年3月26日放送分で終了。初回からレギュラーで出演してきたバービーが、当番組の終了翌週（3月29日）から同局で『バービーとおしんり研究所』（放送時間は毎週火曜日の21:30 - 22:00）のパーソナリティを務めている。
なお、TBSラジオでは2022年4月2日から、『井上貴博 土曜日の『あ』』（TBSテレビアナウンサーの井上貴博によるラジオ初の冠番組）が当番組の放送枠を引き継いでいる。また、バービーの出身地である北海道内向けに年度下半期（プロ野球のオフシーズン）限定で当番組を放送していた北海道放送（HBC）では、TBSラジオと共同で『渡部絵美の住まいるハウス』という30分番組を制作。駒田が渡部絵美（元フィギュアスケート選手）のパートナーを務めるほか、HBCでは当番組のネット受けを実施していた時間帯の一部（毎週土曜日 13:00 - 13:30）、TBSでは毎週土曜日の夕方（16:00 - 16:30）で4月2日から放送している。その一方で、『久米宏 ラジオなんですけど』と当番組で常時フルネットを実施してきた北陸放送は、同日から『ロンドンブーツ1号2号　田村淳のNewsCLUB』（文化放送における裏番組）の同時ネットへ切り替えた。

## 放送終了時点での出演者
特記の無い人物は、出演時点でTBSアナウンサー。

### パーソナリティー
- バービー（フォーリンラブ）（2020年7月4日 - 2022年3月26日）

パーソナリティーの代理
- ハジメ（フォーリンラブ）：2020年11月28日[8]
- 山内あゆ：2020年11月28日[8]
- 神田愛花（フリーアナウンサー）：2021年12月4日
- 武田砂鉄（フリーライター）：2022年2月26日[注 4]

### アシスタント
- 国山ハセン - 第1週[9]（2021年1月9日 - 2022年3月5日）
- 山本恵里伽 - 第2週[10]（2021年1月16日 - 2022年3月12日）
- 駒田健吾 - 第3週（2021年10月16日 - 2022年3月19日）
- 山内あゆ - 第4週（2021年5月29日、9月25日 - 2022年3月26日）

## 過去の出演者

### アシスタント
いずれも、担当期間中はTBSテレビのアナウンサー。
- 高畑百合子 - 第4週（2021年1月30日 - 8月28日）
- 藤森祥平[注 5] - 第3週[12]（2021年1月23日 - 9月18日））
- 若林有子（2021年7月31日）
- 篠原梨菜（2021年10月30日）

## 放送時間
- 毎週土曜日 13時00分 - 14時55分

## ネット局
- TBSラジオ（TBS：制作局）
- 北陸放送（MRO：2020年7月4日 - 2022年3月26日）
- 北海道放送（HBC：2020年11月14日 - 2021年3月20日、2021年11月6日 - 2022年3月19日）

## タイムテーブル
- 13:38 見事なお仕事